# ميغيل نونيز
ميغيل نونيز (بالإسبانية: Miguel Núñez Borreguero)‏ (4 يونيو 1987 في إسبانيا - ) هو لاعب كرة قدم إسباني في مركز الوسط. لعب مع نادي ألباسيتي ونادي فييانوفينسي.

## وصلات خارجية
- ميغيل نونيز على موقع قاعدة بيانات كرة القدم.إي يو (الإنجليزية)
- ميغيل نونيز على موقع Soccerbase.com (لاعب) (الإنجليزية)
- ميغيل نونيز على موقع Soccerway.com (الإنجليزية)
- ميغيل نونيز على موقع عالم كرة القدم.نت (الإنجليزية)
- ميغيل نونيز على موقع AS.com (الإسبانية)